# Gosbank
Gosbank ((Rusa: Госбанк, Государственный банк СССР, Gosudarstvenny bank SSSR—banca de stat a URSS) era banca de stat a fostei URSS si singura banca din tara din 1930 pana in 1987. Gosbank a fost de asemenea una din cele 3 autoritati economice din URSS, celelalte doua fiind Gosplan si Gossnab. 